# Subulària
 Subulària (Subularia) és un gènere de plantes amb flors dins la família brassicàcia. Les seves espècies són plantes herbàcies anuals que creixen en sòls humits o molls. Als Països Catalans només es troba l'espècie Subularia aquatica.

## Descripció
Tiges i fulles sense pilositat, fulles carnoses i estretes. Fruits en síliqües estretes.